# Flora e fauna del Sudafrica

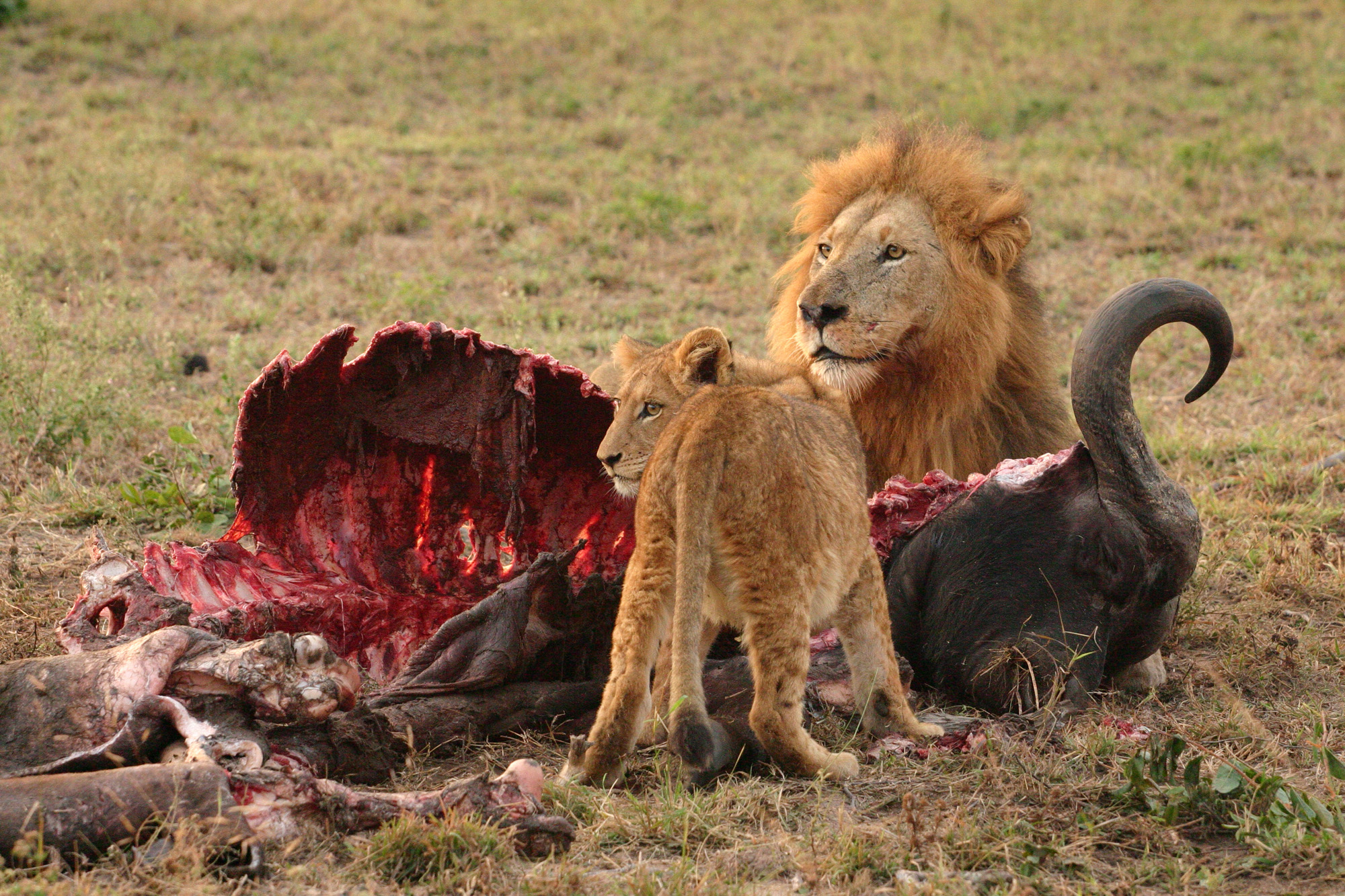
Un maschio e un cucciolo di leone si nutrono della carcassa di un bufalo cafro (Sabi Sand Game Reserve).

La flora e la fauna del Sudafrica sono particolarmente ricche e diversificate, in quanto questo paese dell'Africa australe presenta tipi diversi di habitat, con piante vascolari particolarmente abbondanti, molte delle quali endemiche del paese. Le aree boschive sono scarse e gran parte del paese è ricoperta dalle distese erbose della savana, dalla vegetazione semi-desertica del Karoo e dal fynbos della regione floristica del Capo. Famoso per i suoi parchi nazionali e la selvaggina di grossa taglia, in Sudafrica sono state registrate 297 specie di mammiferi, 849 specie di uccelli e oltre 20000 specie di piante vascolari.

## Geografia

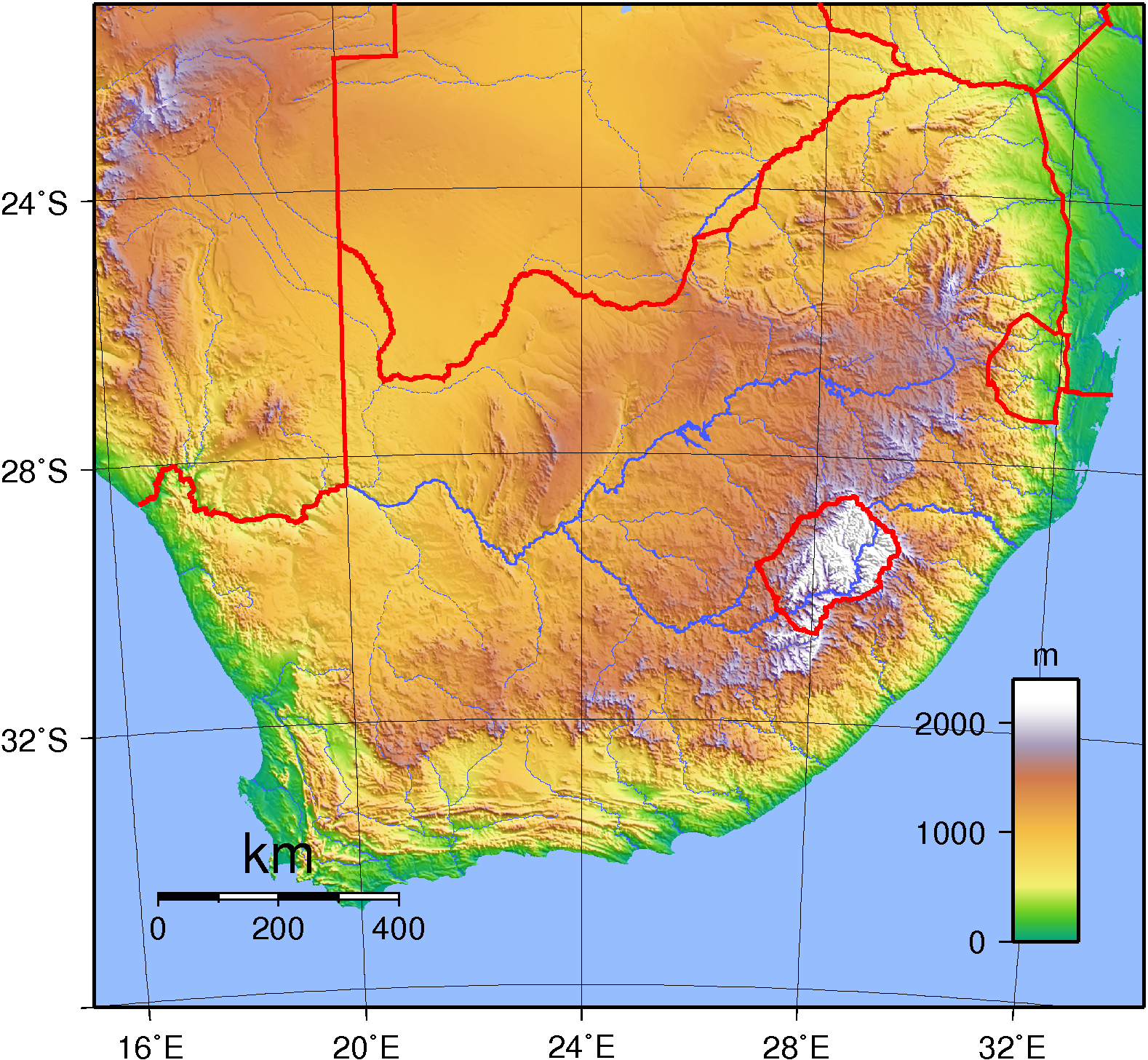
Topografia del Sudafrica.

Il Sudafrica si trova nell'Africa australe subtropicale, tra i 22 e i 35 gradi di latitudine sud. Confina con Namibia, Botswana e Zimbabwe a nord, con Mozambico ed eSwatini (Swaziland) a nord-est, con l'Oceano Indiano a est e a sud e con l'Oceano Atlantico a ovest; la sua linea costiera si sviluppa per oltre 2500 km. L'interno del paese è costituito da un vasto altopiano quasi pianeggiante con un'altitudine compresa tra 1000 e 2100 m. La parte più elevata di questo altopiano è quella orientale, costituita dai Monti dei Draghi, che culminano con il Mafadi (3450 m), al confine con il Lesotho, un paese interamente circondato dal Sudafrica.
Le regioni meridionali e sud-occidentali dell'altopiano, a circa 1100-1800 m sul livello del mare, e le adiacenti pianure sottostanti, a circa 700-800 m, sono note come Grande Karoo e sono costituite da una boscaglia scarsamente popolata. A nord il Grande Karoo sfuma nel più asciutto e arido Bushmanland, che a sua volta cede il passo al deserto del Kalahari all'estremità nord-occidentale del paese. La regione medio-orientale e più elevata dell'altopiano è nota come Alto Veld. Questa zona relativamente ben irrigata ospita una grande percentuale dei terreni agricoli del paese. A nord dell'Alto Veld, l'altopiano digrada verso il Bushveld, che alla fine lascia il posto alle pianure del Limpopo o Basso Veld.
Il clima del Sudafrica è influenzato dalla sua posizione tra due oceani e dalla sua altitudine. Nelle regioni costiere, in particolare nel Capo Orientale, gli inverni sono miti. Le correnti costiere fredde e calde che corrono rispettivamente a nord-ovest e a nord-est fanno sì che vi sia una forte differenza di clima tra le coste occidentali e orientali. Le condizioni climatiche sono influenzate anche dal fenomeno del Niño. Nell'altopiano interno, l'influenza del mare è ridotta e l'escursione termica giornaliera è molto più marcata: qui le giornate estive sono molto calde, mentre le notti sono solitamente fresche, con possibilità di gelate in inverno. Il paese è sottoposto a una forte irradiazione solare e le precipitazioni, pari a circa la metà della media globale, aumentano procedendo da ovest a est, mentre il nord-ovest è semi-desertico. Il Capo Occidentale presenta un clima mediterraneo con precipitazioni invernali, ma nella maggior parte del paese la pioggia cade soprattutto in estate.

## Flora
In Sudafrica sono state registrate 23420 specie di piante vascolari, un valore che lo rende il sesto paese più ricco di specie al mondo e il più ricco di specie del continente africano. Di queste, 153 sono considerate minacciate. In Sudafrica sono stati descritti nove biomi: il fynbos, il Karoo succulento, il deserto, il Karoo nama, la prateria, la savana, la macchia di Albany, la fascia costiera dell'Oceano Indiano e la foresta.
Il bioma più diffuso nel paese, in particolare nell'Alto Veld, è la prateria, dove la copertura vegetale è dominata da diverse specie di graminacee: gli incendi, le gelate notturne e la pressione degli animali brucatori fanno sì che qui crescano solo pochi alberi, ma le geofite (le piante a bulbo) sono numerose e la diversità vegetale è piuttosto elevata, specialmente lungo le scarpate. La vegetazione diventa ancora più rada procedendo verso nord-ovest a causa delle scarse precipitazioni. Nella zona molto calda e arida del Namaqualand vivono diverse specie di succulente che immagazzinano acqua, come aloe ed euforbie. La savana di graminacee e arbusti spinosi si trasforma lentamente in una savana cespugliosa verso il nord-est del paese, dove gli arbusti sono più fitti. In questa zona, vicino all'estremità settentrionale del parco nazionale Kruger, si trova un numero consistente di alberi di baobab.

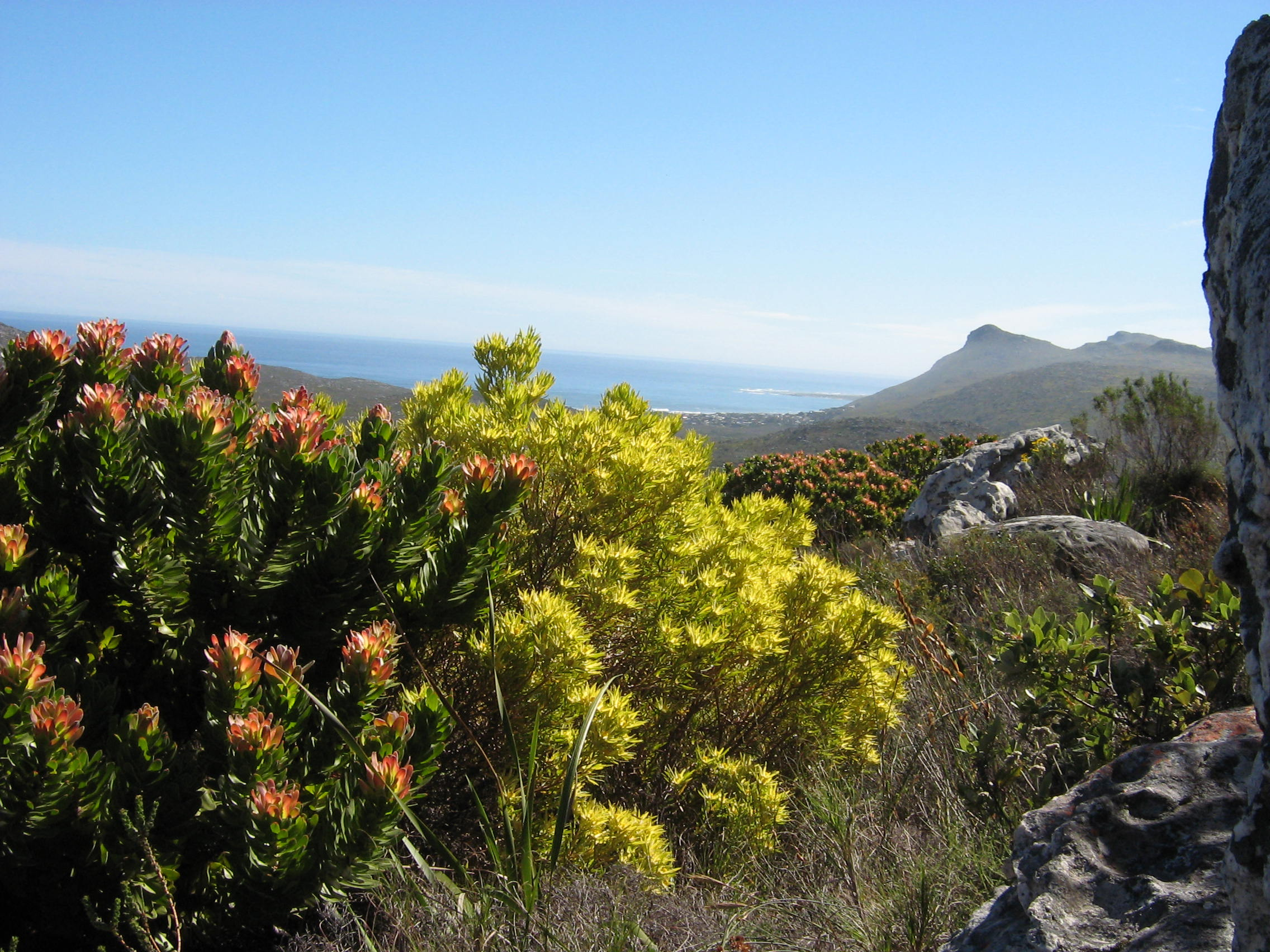
Il fynbos della penisola del Capo.

Ci sono poche foreste nel paese, in gran parte limitate a sacche su montagne e scarpate in aree ad alta piovosità e a foreste a galleria, e gran parte dell'area dell'altopiano è coperta da praterie e savana. Il Karoo occupa gran parte della metà occidentale più secca del paese: questa zona è influenzata dalla sua vicinanza all'Atlantico e riceve piogge invernali. La vegetazione qui è dominata da piante succulente nane, con molte specie endemiche sia di piante che di animali. Il fynbos è una cintura di vegetazione spontanea di arbusti situata nelle province del Capo Occidentale e del Capo Orientale con una flora unica dominata da eriche, protee e restionacee. Questa zona fa parte della regione floristica del Capo. Il WWF suddivide questa regione in tre ecoregioni: il fynbos e renosterveld di pianura, il fynbos e renosterveld di montagna e la macchia di Albany. Secondo i conservazionisti, la regione floristica del Capo sta sperimentando uno dei tassi di estinzione più rapidi al mondo a causa della distruzione dell'habitat, del degrado del suolo e delle piante aliene invasive.
Le aree protette della regione floristica del Capo, un gruppo di circa tredici aree protette che insieme coprono un'area di oltre un milione di ettari, sono un sito patrimonio dell'umanità dell'UNESCO. Questo è un punto caldo di diversità di piante endemiche, molte delle quali sono minacciate, e sperimenta processi ecologici ed evolutivi tuttora in corso. Questa regione occupa meno dello 0,5% della superficie del continente africano, ma ospita quasi il 20% delle sue specie vegetali e quasi il 70% delle sue 9000 specie vegetali è endemico della regione. La vegetazione del fynbos è costituita principalmente da arbusti sclerofilli. Di particolare interesse è la biologia riguardante l'impollinazione di queste piante, molte delle quali dipendono da formiche, termiti, uccelli o mammiferi per questa funzione, gli adattamenti che hanno sviluppato per far fronte agli incendi e l'alto livello di radiazione adattativa e speciazione. Il clima mediterraneo è caratterizzato da estati calde e secche e molte delle piante presentano organi di riserva sotterranei che consentono loro di ricrescere dopo gli incendi. Una specie tipica è l'albero d'argento, che cresce spontaneamente solo sulla Table Mountain. Il fuoco uccide molti degli alberi, ma innesca la germinazione dei semi, dando vita alla generazione successiva di questa specie dal breve ciclo vitale.

## Fauna

### Mammiferi
In Sudafrica sono state registrate circa 297 specie di mammiferi, di cui 30 sono considerate minacciate. Il parco nazionale Kruger, nella parte orientale del paese, è uno dei parchi nazionali più grandi del mondo: copre un'area di 19485 km² di prateria con alberi sparsi e ospita un'ampia gamma di ungulati, tra cui la zebra di Burchell, l'impala, il cudù maggiore, lo gnu striato, l'antilope d'acqua, il facocero, il bufalo cafro, la giraffa e l'ippopotamo. Sono presenti anche rinoceronti bianchi e neri, elefanti africani, licaoni, ghepardi, leopardi, leoni e iene macchiate.
In altre parti del paese si trovano l'orice gazzella, qui chiamata gemsbok, il nyala, il tragelafo striato e l'antilope saltante. Vivono qui diciassette specie di talpa dorata, una famiglia limitata all'Africa australe, cinque specie di toporagno elefante, molte specie di toporagni, il riccio dell'Africa meridionale, l'oritteropo, varie lepri e il coniglio di fiume, gravemente minacciato. Ci sono numerose specie di pipistrelli e moltissime specie di roditori. I primati sono rappresentanti dal galagone sudafricano, dal galagone gigante bruno, dal cercopiteco a gola bianca, dal cercopiteco verde e dal babbuino nero. Tra i piccoli carnivori figurano manguste, genette, il caracal, il serval, il gatto selvatico africano, la volpe cama, lo sciacallo striato, lo sciacallo dalla gualdrappa, il suricato e la lontra dalle guance bianche. Sulle coste vivono l'arctocefalo del Sudafrica e altre specie di pinnipedi, e le acque intorno al paese sono visitate da numerose specie di balene e delfini.

### Uccelli
Con i suoi diversi tipi di habitat, Il Sudafrica ospita un'ampia gamma di specie stanziali e migratorie. Secondo l'edizione del 2018 della Clements Checklist of Birds of the World, in tutto il territorio sudafricano, isole comprese, sono state registrate 849 specie di uccelli. Di queste, 125 specie sono visitatrici occasionali e circa 30 sono endemiche del Sudafrica o della più ampia regione Sudafrica/Lesotho/eSwatini. Le specie endemiche includono l'otarda korhaan, l'otarda azzurra, il francolino aligrigie, il turaco di Knysna, la quaglia tridattila dorsonero, l'ibis calvo, la poiana di foresta, il picchio terricolo africano, il saltarocce del Capo, il saltarocce pettoarancio, l'allodola beccolungo del Capo, l'allodola beccolungo orientale, l'allodola beccolungo di Agulhas, l'allodola rossiccia, l'allodola del Karoo, l'allodola di Rudd, la calandrella di Botha, il bulbul del Capo, il cantore cannella di Victorin, il forapaglie del Knysna, la prinia del Drakensberg, il garrulo capinero di boscaglia, l'uccello dello zucchero del Capo, il tordo pettirosso bicolore, il codirossone sentinella, il codirossone del Capo, la sassicola fulva, lo storno ventrebianco, il pinguino del Capo e la nettarinia ventrearancio.
Lo struzzo è molto numeroso nelle praterie aperte e nelle aree di savana. Alcuni uccelli nidificano altrove ma migrano in Sudafrica per svernare, mentre altri nidificano nel paese ma migrano lontano nella stagione non riproduttiva. Tra le specie migratorie ricordiamo la rondine dal cappuccio, il rondone cafro, la cicogna bianca, il martin pescatore pigmeo africano, il nibbio orecchie nere e il gruccione europeo.

### Rettili e anfibi
L'erpetofauna è molto ricca, con 447 specie registrate di rettili (secondo Reptile Database) e 132 di anfibi (secondo AmphibiaWeb). Il Sudafrica presenta la più ricca diversità di rettili di tutto il continente africano. Tra le specie endemiche ricordiamo la testuggine angulata e la testuggine geometrica, il camaleonte nano dello Zululand, il camaleonte nano del Transkei e il camaleonte nano di Robertson, il platisauro di Broadley, il cordilo nano occidentale, la lucertola delle rocce del Soutpansberg e il serpente delle case dal ventre giallo.

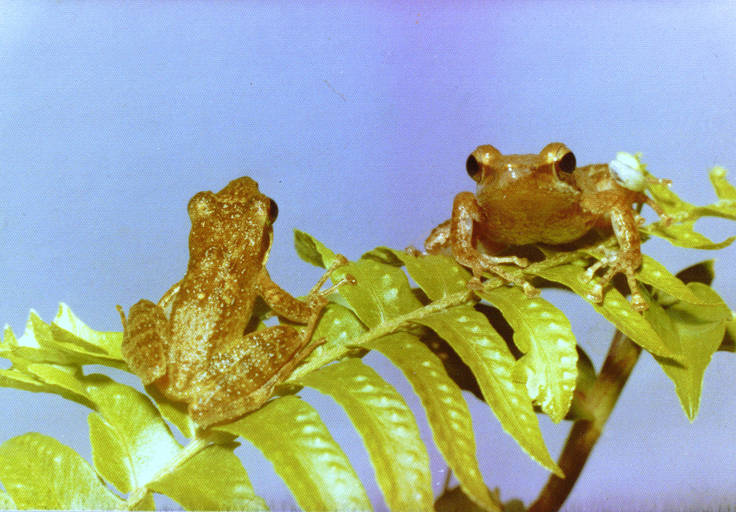
La rana tuffatrice del Natal.

Tra le specie più comuni ricordiamo il coccodrillo del Nilo, la testuggine leopardo, la testuggine a cerniera posteriore di Speke, la tartaruga del fango a bordo sinuato dell'Africa orientale, vari camaleonti, lucertole, gechi e scinchi, il cobra del Capo, il mamba nero, il mamba verde orientale, la vipera soffiante, il serpente talpa e una serie di altri serpenti, velenosi e non.
La diversità degli anfibi riflette i vari habitat presenti nel paese. Tra le specie più interessanti figurano forme endemiche come il rospo leopardo occidentale, la rana dell'aro, il caco bronzeo, il muso a vanga macchiato e la rana fantasma di Rose, gravemente minacciata, presente solo sulle pendici della Table Mountain. Un'altra specie endemica minacciata è la rana tuffatrice del Natal.

## Parchi nazionali
In Sudafrica sono stati istituiti i seguenti parchi nazionali:
- Parco nazionale degli Elefanti di Addo
- Parco nazionale di Agulhas
- Parco nazionale delle Cascate di Augrabies
- Parco nazionale dei Bontebok
- Parco nazionale di Camdeboo
- Parco nazionale della Garden Route
- Parco nazionale dei Golden Gate Highlands
- Parco nazionale del Karoo
- Parco transfrontaliero di Kgalagadi
- Parco nazionale Kruger

- Parco nazionale di Mapungubwe
- Parco nazionale di Marakele
- Parco nazionale di Mokala
- Parco nazionale delle Zebre di montagna
- Parco nazionale Namaqua
- Parco transfrontaliero dell'ǀAi-ǀAis/Richtersveld
- Parco nazionale della Montagna della Tavola
- Parco nazionale di Tankwa Karoo
- Parco nazionale della Costa Ovest

## Specie minacciate del Sudafrica
Alcune specie del Sudafrica sono state classificate come «minacciate» o «gravemente minacciate». Tra esse ricordiamo:
- Talpa dorata gigante (Chrysospalax trevelyani)
- Talpa dorata di Van Zyl (Cryptochloris zyli)
- Talpa dorata di Marley (Amblysomus marleyi)
- Talpa dorata di Gunning (Neamblysomus gunningi)
- Talpa dorata di Juliana (Neamblysomus julianae)
- Ratto dalla coda bianca (Mystromys albicaudatus)
- Licaone (Lycaon pictus)
- Balenottera boreale (Balaenoptera borealis)

- Balenottera azzurra (Balaenoptera musculus)
- Pinguino del Capo (Spheniscus demersus)

### Gravemente minacciate
- Talpa dorata di De Winton (Cryptochloris wintoni)
- Coniglio di fiume (Bunolagus monticularis)
- Capovaccaio pileato (Necrosyrtes monachus)
- Avvoltoio testabianca (Trigonoceps occipitalis)
- Grifone africano (Gyps africanus)